# Caucher Birkar
Caucher Birkar, kurd. كۆچه‌ر بیركار, wł. Fereydoun Derakhshani, kurd. فریدون درخشانی (ur. 1978 w Mariwanie) – irański matematyk narodowości kurdyjskiej, laureat Medalu Fieldsa.

## Życiorys
Urodzony w 1978 r. w Mariwanie w Kurdystanie jako trzeci z sześciorga dzieci rolników uprawiających ryż, pszenicę i warzywa. Jego ojciec ukończył kilka klas szkoły powszechnej, matka nie odebrała żadnego wykształcenia. Wraz z rodzeństwem uczęszczał do wiejskiej szkoły i jako uczeń piątej klasy zaczął interesować się matematyką. Początkowo uczył go starszy brat, jednak z czasem zaczął zajmować się bardziej zaawansowanymi zagadnieniami, a brat nie był już w stanie mu pomagać. W liceum zaczął udowadniać pierwsze twierdzenia i wysyłać swoje prace do czasopism, gdyż wówczas jeszcze nie wiedział, że zostały one udowodnione już wcześniej.
Studiował na Uniwersytecie w Teheranie, jednak kiedy pod koniec studiów w 2000 r. wyjechał do Wielkiej Brytanii, wystąpił o azyl polityczny jako przedstawiciel prześladowanej mniejszości kurdyjskiej. W czasie rozpatrywania wniosku azylowego został umieszczony w Nottingham i pozostał w tym mieście po jego pozytywnym rozpatrzeniu, gdyż nawiązał już kontakty z miejscową kadrą naukową. W późniejszym okresie uzyskał także brytyjskie obywatelstwo.
W 2002 r. na konferencji w Cambridge poznał Wiaczesława Szokurowa z Uniwersytetu Johnsa Hopkinsa, który zajmował się wówczas geometrią algebraiczną. Birkar także zainteresował się tą dziedziną i w 2016 r. opublikował dwie prace na temat własności rozmaitości Fana, które wniosły duży wkład w próbę usystematyzowania wszystkich rozmaitości. Doktorat pod kierunkiem Ivana Fesenko uzyskał na Uniwersytecie w Nottingham po studiach doktoranckich prowadzonych od 2001 do 2004 r., po czym zaraz potem został zatrudniony na Uniwersytecie w Cambridge, dochodząc do stanowiska profesora tej uczelni na Wydziale Matematyki Teoretycznej i Statystyki Matematycznej.
W 2003 r. otrzymał nagrodę London Mathematical Society dla najbardziej obiecującego studenta matematyki, w 2010 r. wyróżniono go Leverhulme Prize w dziedzinie matematyki i statystyki, w 2016 r. AMS Moore Prize, a 1 sierpnia 2018 r. otrzymał Medal Fieldsa, jednak jeszcze tego samego dnia został mu on ukradziony (w ciągu mniej niż godziny), w związku z czym trzy dni później wręczono mu nowy egzemplarz. Nagrody pogratulowali mu były prezydent irackiego Kurdystanu Masud Barzani i premier regionu Neczerwan Idris Barzani.
W 2018 wygłosił  – jako laureat Medalu Fieldsa – wykład plenarny na Międzynarodowym Kongresie Matematyków w Rio de Janeiro.